# 羅德里格雀鯛
羅德里格雀鯛（學名：Pomacentrus rodriguesensis），是輻鰭魚綱鱸形目雀鯛科雀鯛屬的其中一種，分布於西印度洋羅德里格斯島海域，深度9至18公尺，本魚體呈卵圓形且側扁，吻部短鈍，體被櫛鱗，本魚整體呈棕色，鱗片邊緣顏色較深，胸鰭基部和腹鰭基部之間的腹側呈淡黃色，背鰭褐色，有寬的黃色邊緣，臀鰭和尾鰭棕色，腹鰭黃色，有深棕色絲狀尖端，虹膜金黃色，背鰭硬棘14枚、背鰭軟條13-14枚、臀鰭硬棘2枚、臀鰭軟條15-16枚，體長可達8公分，棲息在珊瑚礁區，以浮游生物為食，繁殖期時成對出現，雄魚會守護卵直到孵化，生活習性不明。